# Beatmania IIDX
beatmania IIDX (o semplicemente IIDX, pronunciato all'inglese "two-di-eks" o "two-deluxe") è una serie di giochi musicali lanciata dalla Konami nel 1999. È il seguito diretto della serie beatmania e parte della serie di giochi musicali BEMANI.

## Informazioni sul cabinato
Il controller di beatmania IIDX è formato da due serie di sette tasti per ogni giocatore, con accanto un disco. Questo sta a sinistra nel caso del giocatore di sinistra, e a destra nel caso di quello di destra.
Ogni set di tasti è formato da quattro bianchi sotto e tre neri sopra. I tasti sono disposti alternati fra loro, così che ci sia uno spazio vuoto sopra (o sotto) ogni tasto. Questo sistema riprende quello della tastiera musicale, anche se questi tasti sono grandi circa il doppio in altezza rispetto alla larghezza, il sistema non ricorda molto un pianoforte. I tasti sono numerati generalmente da 1 a 7, da destra a sinistra. I 4 tasti bianchi vengono detti 1, 3, 5, e 7; i 3 tasti neri 2, 4, 6.
Sotto lo schermo 16:9 c'è il tasto start, il tasto per gli effetti, e le loro levette. Il tasto e le levette per gli effetti controllano i vari volumi dei suoni nel gioco, e non influenzano né il punteggio, né la difficoltà. Gli effetti disponibili variano da versione a versione.
I cabinati moderni (dopo beatmania IIDX 9th style) hanno a disposizione un lettore di carte per l'e-amusement.
Le differenti versioni del software vengono definite come styles, più il numero è alto e più è recente la versione. Il termine style è stato abbandonato a partire da beatmania IIDX 11: IIDX RED, sebbene colloquialmente il termine style si usa ancora. Gli style variano sostanzialmente per le canzoni (ogni style contiene dozzine di nuovi brani) e per interfaccia grafica.
La versione più recente uscita è beatmania IIDX 31 EPOLIS. Questa ha rimpiazzato la precedente versione, IIDX 30 RESIDENT.
Originariamente il gioco fu chiamato beatmania II. Il cabinato beatmania II era fondamentalmente uguale a quello di beatmania, tranne per la presenza di due tasti aggiuntivi (uno bianco e uno nero) che formano il famoso pannello a 7 tasti. Il disco presente nel cabinato beatmania II era inoltre più vicino rispetto a quello della versione IIDX. Konami aveva previsto di far uscire due versioni del gioco: la 'standard' (beatmania II) e la 'deluxe' (beatmania IIDX).  Konami smise di produrre cabinati standard dopo il 2nd style, e il suffisso IIDX rimase in tutta la serie. Esempi di cabinato beatmania II possono essere visti nei video dei "tatsujin" del 6th style (versione PlayStation 2).
La versione IIDX è dotata di schermo un 16:9, di casse potenti, e di una piattaforma sotto i piedi del giocatore che vibra al ritmo della musica suonata.

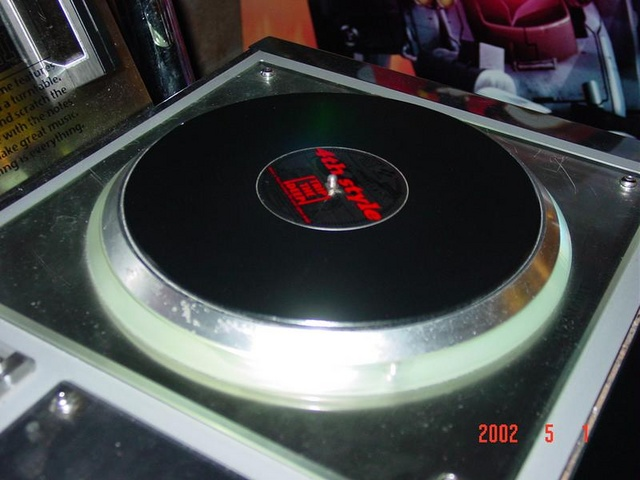
Disco
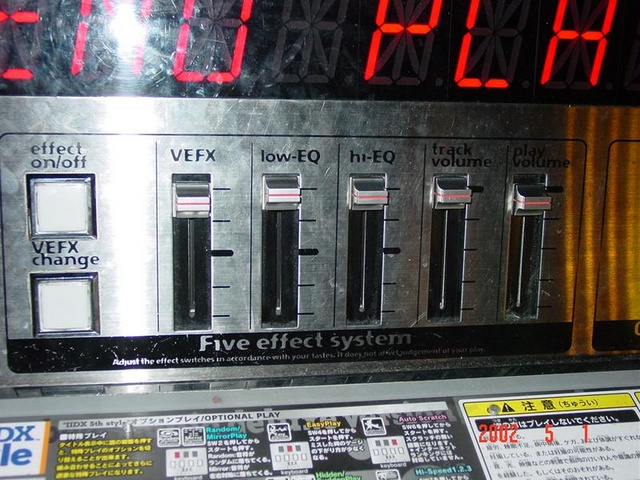
Levette Effetti
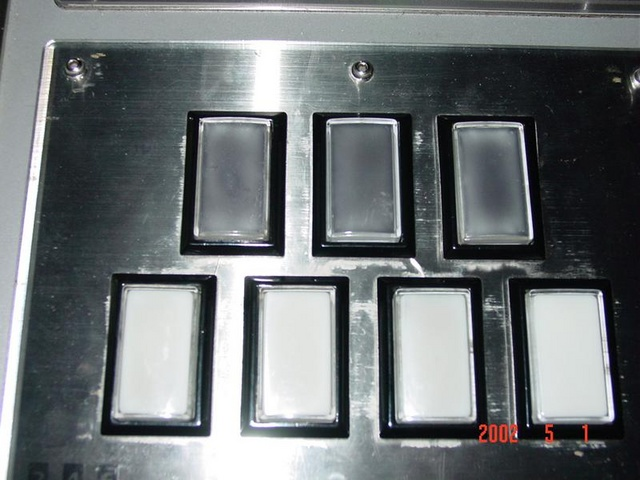
Tasti

## Versioni "Home"

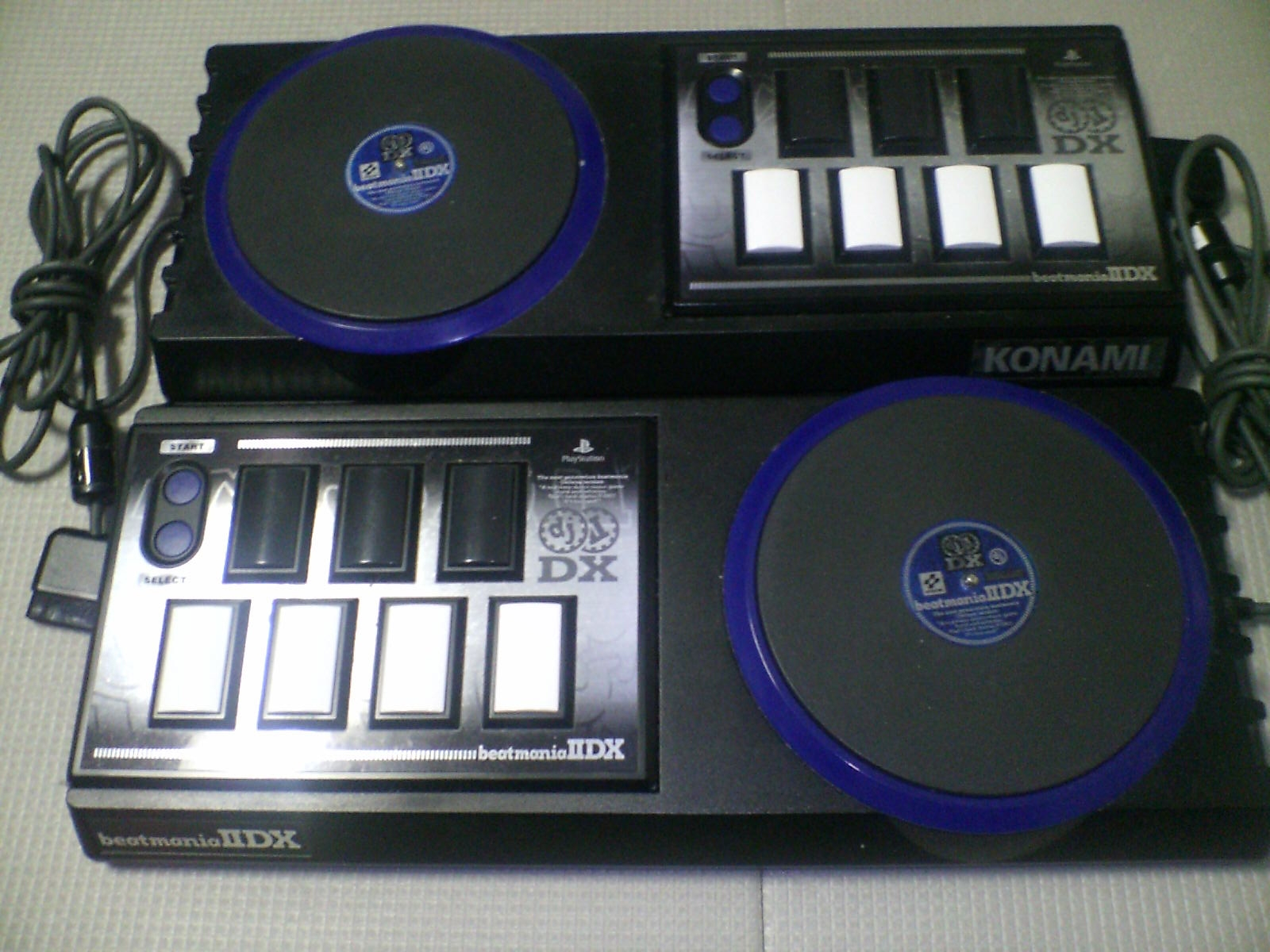
Controller ufficiali Konami (KOC)

Konami ha anche pubblicato alcune versioni di beatmania IIDX per PlayStation 2 in Giappone.  Le versioni "home" sono conosciute anche come CS (consumer software) styles, mentre le versioni da sala giochi sono dette AC (arcade console) styles.  La versione CS può essere giocata con il joystick dual-shock o con un controller speciale realizzato da Konami che ricrea l'esperienza da sala giochi. Konami ne ha prodotti due tipi, conosciuti come Konami Official Controllers (KOC) e Arcade Style Controllers (ASC).  La versione KOC, figura a destra, è più economica rispetta all'ASC, ma è anche più piccola.  Inoltre, la KOC è diversa dalla versione ASC e ha meno spazio tra i tasti e il disco. Konami pretende con l'ASC di simulare la sala giochi, in quanto le distanze e le dimensioni corrispondono al cabinato. Per esempio, il controller è più grande e ha il disco più lontano dai tasti. entrambi i sistemi possono essere adattati sia per il gioco a sinistra che a destra, avendo i tasti mobili.

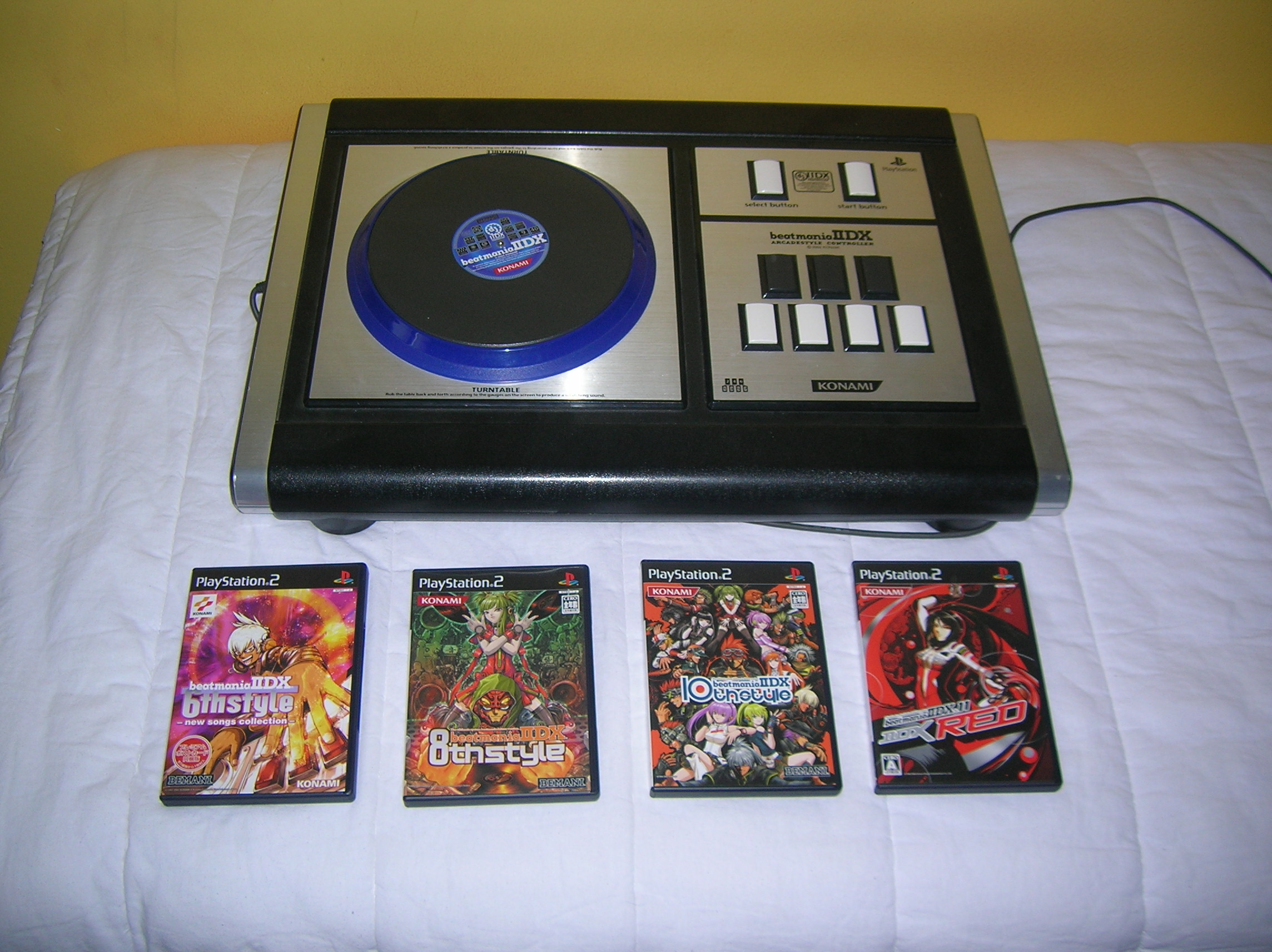
Arcade Style Controller

Ogni versione CS corrisponde ad una versione AC, e contiene ogni nuova canzone uscita in quello style, con l'eccezione delle versioni 1st ,2nd e 3rd (uscite insieme nella versione 3rd CS) perché Konami ebbe problemi riguardo ad alcuni copyright. Inoltre le versioni CS contengono spesso canzoni dette "revivals" – canzoni già apparse in style precedenti, "preview songs" – canzoni apparse in una versione AC, ma non ancora in una CS, e "CS esclusive" – canzoni apparse solo negli style CS.  AD oggi sono uscite le versioni CS dal 3rd all'11 RED (nota che il 3rd CS contiene canzoni anche dal 1st e dal 2nd style AC; non esistono le versioni CS di 1st e 2nd).
Nel marzo 2006, Konami ha messo in commercio una versione americana del gioco intitolata semplicemente Beatmania. Questa versione include le modalità 5-key (beatmania classico) e 7-key (beatmania IIDX) e ha canzoni diverse a seconda della modalità. ha modificato anche il sistema di punteggi e i nomi dei tipi di timing.

### beatmania IIDX INFINITAS
INFINITAS è un gioco ufficiale Konami pubblicato il 1 dicembre 2015 per PC.  È il primo gioco della serie IIDX ad essere rilasciato per PC. Ha bisogno del servizio KONAMI AMUSEMENT GAME STATION per funzionare e anche il pagamento di un abbonamento mensile di 1628 yen/PASELI.
Si basa su IIDX17 per la lista delle canzoni e anche per il suo timing AC-accurate.

### Questione del Timing su TV HD
A causa del timing estremamente preciso necessario in beatmania IIDX, alcune persone che utilizzano TV HD potrebbero avere problemi con il gioco. Ciò avviene a causa della ritardo di propagazione dal segnale analogico a quello digitale che appare sullo schermo. Anche un ritardo piccolo quanto un decimo di secondo può causare problemi durante il gioco, generando "perfects" o "flashing greats" come "greats" normali. (Nota: "perfect" è per la versione US, "just great" per la versione giapponese.)
Se qualcuno volesse giocare comunque Beatmania IIDX su TV HD, è caldamente raccomandato controllare prima la TV – alcune sono più veloci/lente di altre.
Nel caso di INFINITAS, si consiglia di utilizzare un monitor da PC, a differenza di una TV.

## Modalità di gioco
Il gameplay si rifà a quello di beatmania, con l'aggiunta di due tasti. Il giocatore comincia selezionando una canzone, e ogni opzione che più gli aggrada, ad esempio i modificatori di velocità.
L'area di gioco principale contiene 8 colonne, ognuna corrispondente ad un tasto o al disco. Quando il gioco comincia, lineette orizzontali (conosciute come "note") cadono attraverso queste colonne, e il giocatore deve premere il tasto corretto (o girare il disco) quando la lineetta corrispondente arriva in fondo. Il momento giusto per premere il tasto corrisponde con il ritmo della musica, quindi il giocatore deve avere un buon orecchio.
Ogni volta che un tasto viene premuto o il disco viene girato, un "keysound" viene riprodotto. Se la canzone viene suonata perfettamente, la sequenza di "keysound" produce una canzone completa. Se il giocatore commette errori, la canzone non si sentirà come dovrebbe. Quindi, per ottenere una musica pulita, il giocatore deve premere i tasti al momento giusto.
Il gioco fa apparire una scritta per ogni tasto che viene premuto. Dal migliore al peggiore, queste scritte sono "Just Great" ("Perfect" in beatmania US), "Great", "Good", "Bad", e "Poor". Il gioco giudicherà "Poor" ogni tasto premuto inutilmente. Perciò, è importante premere solo i tasti che vengono richiesti. I "Just Greats" sono rappresentati come "Great", ma sono differenziati da essi in quanto brillano, da qui il nome comune "Flashing Great".
Il gioco giudica la partita in due modi. Uno è la "Groove Gauge", essenzialmente una barra dell'energia. Questa barra si svuota facilmente, ed è difficile da riempire. Per fare ciò bisogna concentrarsi nel non perdere le note e nel premerle con il giusto tempo. La barra misura la performance in ogni momento; alla fine della canzone, l'indicatore della vita nella canzone viene rappresentato come un grafico.
Alla fine della canzone viene dato anche un voto. I voti, dal migliore al peggiore, sono AAA, AA, A, B, C, D, E, e F. Questo misura la prestazione generale e serve per determinare il vincitore fra due giocatori. I gradi sono determinati dall'"EX score". Ricevi due punti per ogni flashing great e un punto per ogni great. 8/9 del punteggio totale corrispondono ad AAA, 7/9 o meno ad AA, e così via. Prendere il massimo punteggio possibile in una canzone è l'arduo obiettivo di ogni giocatore, anche se alcuni giocatori molto bravi sono riusciti ad ottenerlo sulle canzoni più semplici.
Generalmente il gioco utilizza la barra della vita per determinare se la canzone è stata passata; se la barra non è oltre l'80% a canzone terminata, il gioco termina. Ciò significa che, se un giocatore gioca perfettamente una canzone fino alla fine, ma sbaglia il finale, può fallire pur prendendo un voto finale pari ad A o superiore: in effetti il finale è la parte più importante di una canzone e molte canzoni hanno uno sbalzo improvviso di difficoltà sul finale, per sottrarre al giocatore più del 20% di vita.
La difficoltà delle canzoni è misurata in numeri (da 1, il livello più semplice, fino a 12). Nelle versioni precedenti al 6th Style l'unità di misura per la difficoltà era misurata con delle stelle. I livelli, inoltre, sono divisi in quattro difficoltà per canzone: Normal, Hyper, Another e Leggendaria. In alcune canzoni è possibile selezionare la difficoltà "Black Another", più difficile dell'Another (Solo nelle versioni CS). C'è inoltre un'ulteriore difficoltà, accessibile solo nella modalità "Beginner" definita, appunto, "Beginner", la più semplice, con livelli che non superano il 4. Per questa difficoltà si usano i kanji al posto dei numeri (壱 = 1, 弐 = 2, 参 = 3, 四 = 4).
In alcune canzoni (soprattutto quelle dei primi style) la difficoltà Another mostrava dei pattern tali da cambiare, in parte, il modo in cui la canzone veniva riprodotta.
Il beatmania IIDX è stato considerato a lungo un gioco d'élite a causa dell'elevata difficoltà di apprendimento per i novizi, a differenza di altri giochi BEMANI come Dance Dance Revolution. Il cabinato è molto comune in Giappone, raro negli Stati Uniti e molto raro in Europa. In Italia attualmente pare ne sia rimasto uno a Mirabilandia.

### Modalità di gioco
Beginner
In Beginner le note sono disposte in maniera molto semplice per facilitare i novizi. La funzione della Beginner Mode varia molto da versione a versione. Nelle versioni PlayStation 2 contiene nuove sequenze di note per le canzoni e le difficoltà vanno ad 1 a 3. Queste note alternative non sono disponibili nella versione arcade.
Standard
Conosciuta anche come "Arcade Mode" su PS2, è la modalità principale con 3 canzoni. Ogni canzone deve essere passata nell'ordine di gioco per poter proseguire. Quando all'ultima canzone si raggiungono determinate condizioni si sblocca un extra stage.
Le canzoni possono essere giocate nelle difficoltà Normal, Hyper, o Another (Light7, 7-Key e Another[7] per le versioni pre-Happy Sky).
5-Key
Disabilita i due tasti a destra del controller (un bianco e un nero), che vengono utilizzati automaticamente dal sistema. Ciò permette di simulare il sistema di gioco dell'originale beatmania. Le funzionalità della modalità 5-Key varia da versione a versione. A partire da beatmania IIDX 9th Style AC e beatmania IIDX 10th Style CS è diventata un modificatore invece di una modalità separata.
Expert
La Expert mode permette al giocatore di scegliere una serie di 5 canzoni, conosciuta come course, senza interruzioni. La vita parte al 100% ma non si ricarica tra una canzone e l'altra: se arriva allo 0% il gioco termina. La barra è uguale a quella "Hard" utilizzabile nella modalità normale ma perde vita molto meno velocemente.
Class/Dan/Dan'inintei (段位認定)/Step Rank Recognition
Simile alla Expert mode, ogni course ha 4 canzoni. In modalità Double ogni course ha 3 canzoni. Lo scopo di questa modalità è permettere ai giocatori di compararsi per vedere chi è il più abile, ciò perché ogni Dan è più difficile della precedente. I giocatori possono controllare quanto sono bravi a seconda di quanti Dan riescono a terminare. Dal Pendual in poi, è possibile utilizzare il modificatore Mirror.
Free
Modalità per la pratica. Il giocatore non perde mai, ma ha a disposizione solo due canzoni. Nella versione CS la modalità Free permette al giocatore di giocare quante canzoni vuole senza interruzioni.

#### Premium free
È una nuova modalità, viene utilizzata pagando in "PASELI" (la moneta virtuale giapponese creata da Konami). Il giocatore paga un certo numero di soldi per un periodo limitato di tempo, per esempio 8 minuti, in cui il giocatore può fare qualsiasi livello/canzone senza problemi e con possibilità di chiudere la canzone in anticipo.

### Modificatori
Auto Scratch
Il disco è girato automaticamente dal sistema. Nelle versioni CS i punteggi non vengono salvati con l'auto-scratch, perché la sua mancanza influenza il punteggio globale ottenibile.
High Speed
Le note scorrono più velocemente. È importante da dire che le note non vanno premute più rapidamente; la velocità influenza solo quanto le note sono visibili su schermo. La maggior parte dei giocatori di beatmania IIDX usano l'High Speed per giocare più facilmente. La maggior parte delle versioni di beatmania IIDX ha più di un High Speed, differenziati da numeri (un numero più alto corrisponde a maggiore velocità). L'High Speed viene in genere abbreviato come HS con il numero subito dopo. Per esempio, High Speed 2 viene abbreviato in HS2. Negli style dal IIDX 13 – DistorteD AC e IIDX 11 – IIDX RED (solo versione CS), il giocatore può cambiare gli High Speed durante il gioco.
Easy
Con l'Easy attivato la barra si svuota più lentamente e si ricarica più velocemente.
Hard
Con l'Hard la barra funziona diversamente: comincia al 100% e la canzone finisce immediatamente se si raggiunge lo 0% (d'altro canto la canzone è terminata semplicemente arrivando alla fine). La vita cala molto velocemente in questa modalità, generalmente 10% per ogni nota mancata. Inoltre la velocità di recupero è molto più bassa rispetto alla barra normale.
EX-Hard
Stessa funzione della barra in Hard, con l'unica differenza che questa lampeggia di giallo ed è molto più veloce a degenerare rispetto alla precedente: con un solo Miss può diminuire anche del 10-15~%.
Random
Con il Random le note delle canzoni vengono cambiate finché il modificatore è utilizzato. Tutte le note per ogni tasto vengono assegnate ad un altro tasto scelto a caso. Da notare che ciò è fatto su base "per tasto" e non "per nota", quindi per esempio una sequenza alternata di due tasti sarà sempre di due tasti (ma di due tasti diversi da quelli originali). Il Random può rendere più facili canzoni con molte scale. Nota: solo i tasti sono randomizzati, il disco è escluso dal sistema.
Random+
Introdotto nel IIDX 11 - IIDX RED AC (8th CS). Il Random+ è come il Random ma al contrario di quanto suddetto, anche al disco viene scambiato il comando con quello di uno dei tasti ed un tasto che prenderà la funzione di disco. Questo modificatore in genere cambia radicalmente le canzoni ed è per questo motivo che i punteggi non vengono salvati.
R-Random
R-Random, anche chiamato Roulette Random, ha la stessa funzione del Random ma con un algoritmo diverso: R-Ran tende a prendere solo un paio tra le sette rotaie dove appaiono le note per spostarle da un'altra parte. Questo fa sì che il fattore casuale sia comunque presente, ma comunque molto più gestibile e prevedibile.
S-Random
Introdotto nel IIDX 12 - Happy Sky AC (IIDX RED CS). L'S-Random è come il Random ma si usa il sistema "per nota": questo modificatore cambia sempre la struttura della canzone e i punteggi con questo modificatore non vengono salvati.
Mirror
Il Mirror funziona come uno specchio ribaltando i tasti rispetto ai comandi a schermo.
Mirror+
Introdotto nel 9th Style CS, il Mirror+ è come il Mirror ma, come per il Random+, anche la posizione del disco viene invertita. Anche qui i punteggi ottenuti non vengono salvati.
Sudden
Con il Sudden le note saranno visibili solo nella parte bassa dello schermo, approssimativamente un terzo.
Sudden+
Introdotto nel IIDX 12 - Happy Sky AC, il Sudden+ è come il Sudden ma è configurabile dall'utente. Premendo il tasto Start e girando il disco, il giocatore può alzare o abbassare una "tendina" a suo piacere. A partire da IIDX 13 - DistorteD AC e IIDX 11 - IIDX RED (solo versione CS) si può inserire o eliminare immediatamente il Sudden+ premendo velocemente due volte il tasto Start.
Hidden
Con l'Hidden le note sono visibili solo nel terzo in alto dello schermo.
Hidden+
Introdotto nel IIDX 12 - Happy Sky AC. Così come per il Sudden+, l'Hidden+ è come l'Hidden ma è configurabile. Premendo il tasto Start e girando il disco, il giocatore può alzare o abbassare una "tendina" a suo piacere. A partire da IIDX 13 - DistorteD AC e IIDX 11 - IIDX RED (solo versione CS) si può inserire o eliminare immediatamente l'Hidden+ premendo velocemente due volte il tasto Start.
Sudden & Hidden
Come da nome vengono attivati Sudden e Hidden insieme. Con questo modificatore le note sono visibili per poco tempo solo a metà schermo.
HIDSUD+
Introdotto nel IIDX 12 - Happy Sky AC, l'HIDSUD+ è come il Sudden & Hidden ma configurabile. Premendo il tasto Start e girando il disco si muovono contemporaneamente le due tendine (alta e bassa). A partire da IIDX 13 - DistorteD AC e IIDX 11 - IIDX RED (solo versione CS), si può inserire o eliminare immediatamente l'HIDSUD+ premendo velocemente due volte il tasto Start.
LIFT
Introdotto in IIDX 17 – Sirius AC è un modificatore configurabile dal giocatore prima e durante una canzone, che eleva la zona in cui le note devono essere colpite. Non può essere combinato con il modificatore Hidden.
LIFT & SUD+
Come da nome, attiva Lift e Sudden contemporaneamente. Può essere attivato e disattivato anche durante la partita premendo velocemente due volte il tasto Start, in quel caso, potrà essere configurata la tendina del Sudden, mantenendo fermo il Lift.
2P FLIP/DP FLIP
Introdotto nel IIDX 13 - DistorteD AC. Quando attivato, le note dei giocatori vengono scambiate tra loro. Il DP FLIP funziona come il 2P FLIP, ma si può attivare in modalità double.
5-KEY
Nel 7th AC (9th CS), il 5-Key diventa un modificatore del gioco principale invece di una modalità separata. In questa modalità i due tasti a destra vengono utilizzati automaticamente dal sistema e il giocatore non deve premerli. Questo viene comunque considerato come "barare" e di conseguenza il record non verrà salvato perché non rientra tra le modalità standard. Questo modificatore è stato rimosso dopo IIDX 26 - Rootage AC.

## Musica
La musica è un elemento fondamentale di beatmania IIDX. Con una grande varietà di generi musicali di artisti, entrambi sotto licenza Konami, beatmania IIDX è molto conosciuto per la sua musica. Konami produce una colonna sonora per ogni gioco, in genere alcuni mesi dopo la pubblicazione, dovuta al forte successo delle tracce inserite nel gioco. Konami vende anche album originali degli artisti di beatmania IIDX attraverso il suo negozio online, Konamistyle.
Ogni nuova versione AC contiene circa 60 canzoni nuove e una selezione dei precedenti style. Le versioni CS contengono tutte le canzoni nuove della versione AC corrispondente, 5-10 canzoni in esclusiva, circa 25 "revival" (canzoni prese da vecchi Style), e 1-3 canzoni in anteprima, per un totale di circa 90 canzoni. Da notare che le versioni AC hanno una lista di canzoni più lunga perché utilizzano un hard disk, al contrario dei DVD, e in questo c'è molto più spazio per salvare dati.

## Cronologia
- beatmania IIDX (1999) – La prima versione del gioco. Includeva 3 modalità di gioco: 7-Key, 5-Key (dove i tasti 6 e 7 erano suonati automaticamente), e 4-Keys (dove i tasti neri erano automatici).
- beatmania IIDX substream (1999) – Conteneva canzoni diverse e poteva essere collegato a Dance Dance Revolution per giocare contemporaneamente. Giocando in due, chi commetteva errori rendeva il gioco più difficile all'altro.
- beatmania IIDX 2nd Style(1999) – Introduzione del Battle Mode, del Double (14-Key), e degli Hi-Speed.
- beatmania IIDX 3rd Style (2000) – Rimosse la modalità 4-Key e la sostituì con una difficoltà più semplice detta Light7. Ciò comportò la nascita di canzoni molto facili, con note totalmente diverse. Inoltre il 3rd Style ha introdotto il Free Mode e l'Extra Stage.
- beatmania IIDX 4th Style (2000) – Introduce l'Easy.
- beatmania IIDX 5th Style (2001) – Introduce l'Auto-scratch e due nuovi Hi-Speed (HS2 e HS3). Fra le canzoni del 5th Style ce ne furono alcune che sarebbero diventate "flashing 7" (canzoni con 7 stelle che brillano), qui differenziate dalle 7 normali con un "kanji" che significa "proibita".
- beatmania IIDX 6th Style (2001) – Presenta un nuovo e frizzante motore grafico che rendeva la grafica più gradevole ed elegante. Il nuovo sistema su base DVD permise video di background superiori a quelli ottenuti con il sistema VCD. Il 6th Style introdusse i voti con le lettere (AAA to F), e il modificatore Hard.
- beatmania IIDX 7th Style (2002) – Introdusse la modalità Dan'inintei (Class) e cambiò la modalità 5-Key in un modificatore (che permetteva di giocare tutte le canzoni in 5-Key). Il 7th Style introdusse anche un nuovo e più difficile metodo di sbloccare l'extra stage.
- beatmania IIDX 8th Style (2002) – Rese ancora più difficile ottenere l'extra stage.
- beatmania IIDX 9th Style (2003) – Ebbe una radicale diversificazione dell'hardware, rimpiazzandolo con una versione funzionante su Windows XP. Questo nuovo hardware fu reso responsabile di problemi con il timing. Il nuovo sistema e-AMUSEMENT permise di salvare su una card i record e le canzoni passate, utilizzando una "Konami ID". Il gioco prevedeva inoltre una modalità Beginner che restringeva la lista di canzoni solo a quelle molto semplici. Inoltre il 9th Style la massima lunghezza del "DJ Name" per gli alti punteggi da 4 a 6 lettere.
- beatmania IIDX 10th Style (2004) – Fu la prima versione a permettere di usare modificatori diversi fra i giocatori. Il salvataggio e-AMUSEMENT differenziò le canzoni in: Fallita, Passata, Passata con Easy, Passata con Hard, e Full Combo. Il gioco utilizzò un diverso sistema di "DJ Points" per determinare l'abilità generale del giocatore. Inoltre, il metro di difficoltà fu cambiato in una scala da 1-8, e le canzoni di livello "7+" vennero considerate livello 8.
- beatmania IIDX 11 IIDX RED (2004) -Aggiunse alcuni strumenti di statistica mostrando un grafico nella parte inutilizzata dello schermo che comparava il tuo punteggio con il tuo miglior punteggio col miglior punteggio del cabinato. Mostrava anche durante la scelta della canzone quali canzoni erano state passate e quali no. Fu il primo IIDX ad avere un nome specifico nel titolo invece di "Style". IIDX RED fu la prima macchina ad usare la rete e-AMUSEMENT per sbloccare nuove canzoni, è un programma per cellulare permetteva all'e-AMUSEMENT di personalizzare l'interfaccia grafica a chi stava giocando. Introdusse una nuova modalità Beginner che settava la difficoltà di tutte le canzoni a 1 e le rendeva impossibili da perdere. Furono introdotti il Random+ e un nuovo livello di difficoltà l'8+.
- beatmania IIDX 12 Happy Sky (2005) – Vengono rinominati e rivisti molti aspetti del gioco: l'intero sistema di difficoltà è adattato da una scala 1-8+ a una scala 1-12; ad ogni canzone viene riassegnata una nuova difficoltà seguendo questo metro; e modalità Light7/Light14 sono rinominate "Normal" e le modalità 7-Key/14-Key "Hyper"; le canzoni a difficoltà "Another" vennero dotate di una loro difficoltà personale eliminando l'inaccurato sistema del mantenimento della difficoltà in Hyper; gli Hi-Speed sono divisi da 0.5 a 4.0 divisi ogni 0.5; il Full Combo viene inserito come status superiore all'Hard Clear. L'Happy Sky introdusse anche i modificatori Hidden+, Sudden+, HIDSUD+ e S-Random.
- beatmania IIDX 13 DistorteD (2006) – Gli Hi-Speed vanno da 0.5 a 5.0 divisi ogni 0.5. È stato introdotto il 2P FLIP in cui i giocatori si scambiano le note (il DP FLIP, nei Double, funziona allo stesso modo, ma in double). Inoltre, gli Hi-Speed possono essere cambiati durante la canzone, tenendo premuto il tasto start e premendo un tasto nero (per aumentare) o un tasto bianco (per diminuire). Il gioco presenta il primo logo nuovo della serie (il primo logo risale al primo beatmania del 1998), e molte canzoni sono state aggiunte anche da altri Bemani, come "Samba de Janeiro" e "Concertino in Blue" rispettivamente da DDR Solo 2000 e Guitar Freaks/Drummania. Il tema del DistorteD è scuro e nero. Solo per e-AMUSEMENT, c'è un nuovo metodo di ottenere l'extra stage, detto CARDINAL GATE basato sui 4 simboli delle costellazioni cinesi.
- beatmania IIDX14 Gold (2007) – Si tratta del primo IIDX ad avere il modificatore Pitch, utilizzabile per variare il tono dei suoni riprodotti dal cabinato. Viene introdotto il modificatore REGUL-SPEED, utilizzabile per visualizzare le notecharts delle canzoni ignorandone i cambi di BPM. Le canzoni giocabili con l'extra stage sono raggruppate in una cartella chiamata VIP Room, sbloccabile solamente utilizzando l'e-AMUSEMENT. Il tema del IIDX Gold è dorato. In tutto il gioco sono presenti 454 canzoni.
- beatmania IIDX15 DJ Troopers (2007) – Viene introdotto per la prima volta su un cabinato il green number. Il giocatore può utilizzarlo per impostare con maggior accuratezza l'altezza del SUDDEN+/HIDDEN+ in modo da ottenere la velocità di scorrimento della notechart desiderata senza dover necessariamente memorizzare i valori di SUDDEN+/HIDDEN+ da utilizzare a seconda dei BPM della canzone. Nella schermata dei risultati, visualizzata dopo ogni stage, viene per la prima volta mostrato il nome della canzone giocata. L'interfaccia è caratterizzata da un tema militare di colore prevalentemente verde.  Le canzoni giocabili con l'extra stage sono raggruppate in una cartella chiamata Military Splash, sbloccabile solamente utilizzando l'e-AMUSEMENT. In tutto il gioco sono presenti 495 canzoni.
- beatmania IIDX16 Empress (2008) – Viene introdotta l'Hazard Mode, che causa il game over non appena viene interrotta la combo durante una canzone. L'interfaccia è prevalentemente di colore rosa e fucsia. Le canzoni giocabili con l'extra stage sono raggruppate in una cartella chiamata Empress Place, sbloccabile solamente utilizzando l'e-AMUSEMENT. In tutto il gioco sono presenti 528 canzoni.
- beatmania IIDX17 Sirius (2009) – Vengono introdotte le Charge Notes. Per non interrompere la combo il giocatore deve tenere premuto il tasto associato alla nota per un determinato periodo di tempo e rilasciarlo alla fine della nota. Vengono introdotti i Backspin Scratch, che obbligano il giocatore a girare il disco costantemente in una direzione e a girarlo velocemente nella direzione opposta alla fine della nota. La finestra delle opzioni mostra una lista di tutte le voci disponibili associate ai vari tasti. Il ghost mostra al giocatore se le note sono state immesse in anticipo o in ritardo mediante le scritte FAST e SLOW. Il sistema di extra stage (Parallel Rotation) è diviso in più stanze, ognuna con canzoni prese da vecchi styles (RED, Happy Sky, DistorteD, Gold, DJ Troopers). Il IIDX Sirius presenta una nuova modalità di gioco, la Party Mode. Il tema del IIDX Sirius è blu e nero.
- beatmania IIDX18 Resort Anthem (2010)
- beatmania IIDX19 Lincle (2011)
- beatmania IIDX20 tricoro (2012)
- beatmania IIDX21 SPADA (2013)
- beatmania IIDX22 PENDUAL (2014) – Introdotto il Dani Nintei Mirror.
- beatmania IIDX23 copula (2015) – Vengono introdotte le Hell Charge Notes, identiche alle loro predecessori con l'unica differenza che se lasciate consumeranno vita mentre se prese la ripristineranno.
- beatmania IIDX24 SINOBUZ (2016) – Vengono introdotte due nuove modalità: Time Hazard e Time Free. Sono entrambe simili al PREMIUM FREE ma sono disponibili solo in giorni specifici.
- beatmania IIDX25 CANNON BALLERS (2017) – Due nuove modalità introdotte: Time Hell, dove non è possibile recuperare la groove gauge mentre si gioca. Quando è disponibile rimpiazza la Hazard mode. ARENA, modalità nella quale quattro giocatori competono uno contro l'altro in un set di quattro canzoni. Inoltre questo nuovo style prevede un nuovo cabinato con installate due videocamere, una puntata alle mani del giocatore e l'altra al giocatore stesso.
- beatmania IIDX26 Rootage (2018)
- beatmania IIDX27 HEROIC VERSE (2019) – Per questo style sono stati costruiti nuovi cabinati "LIGHTNING MODEL", che oltre a dare l'accesso a canzoni esclusive, sono dotati di un secondo schermo touch, uno schermo a 120hz e comandi regolabili come la resistenza del disco.
- beatmania IIDX28 BISTROVER (2020) – Aggiunta la BPL BATTLE, simile alla modalità ARENA però i giocatori sono 1 contro 1.
- beatmania IIDX29 CastHour (2021) – Viene aggiunto l'auto adjust.
- beatmania IIDX30 RESIDENT (2022) – Primo style con risoluzione nativa 1920x1080.

### Versioni PlayStation 2
- beatmania IIDX 3rd style: 2 novembre 2000
- beatmania IIDX 4th style -new songs collection-: 29 marzo 2001
- beatmania IIDX 5th style -new songs collection-: 30 agosto 2001
- beatmania IIDX 6th style -new songs collection-: 18 luglio 2002
- beatmania IIDX 7th style: 13 maggio 2004
- beatmania IIDX 8th style: 18 novembre 2004
- beatmania IIDX 9th style: 24 marzo 2005
- beatmania IIDX 10th style: 17 novembre 2005
- beatmania IIDX 11 IIDX RED: 18 maggio 2006
- beatmania IIDX 12 HAPPY SKY: 14 dicembre 2006
- beatmania US: 28 marzo 2006
- beatmania IIDX 13 DistorteD: 30 agosto 2007
- beatmania IIDX 14 GOLD: 29 maggio 2008
- beatmania IIDX 15 DJ TROOPERS: 18 dicembre 2008
- beatmania IIDX 16 EMPRESS + Premium Best (due dischi): 15 ottobre 2009